# Шаг навстречу
«Шаг навстречу» — советский художественный фильм-альманах, состоящий из пяти новелл.

## Сюжет
В фильме пять новелл, объединённых историей зарождающейся любви двух немолодых людей, каждый день встречающихся по дороге на работу. Встречаясь каждый день в общественном транспорте, они и не подозревают о том, что они соседи по дому, и доставляют друг другу постоянно массу неприятностей. Пять новелл: «Дочь капитана», «Отец Серафим», «Мясо по-аргентински», «Свадебный марш», «Всего за 30 копеек» — лирические рассказы об этих событиях.

## В ролях
Шаг навстречу:
- Людмила Гурченко — Валентина Степановна, соседка по дому
- Николай Волков — Игорь Анатольевич, учитель
- Елена Андерегг — дворничиха (нет в титрах)

Дочь капитана:
- Андрей Попов — капитан
- Елена Цыплакова — Лида, дочь капитана
- Георгий Вицин — человек в буфете
- Людмила Иванова — шофёр такси
- Вера Титова — буфетчица
- Анатолий Попов — студент
- Наталия Четверикова — плачущая девушка

Отец Серафим:
- Евгений Леонов — Серафим Никитич, машинист
- Валентина Владимирова — Мария Тимофеевна, его жена
- Елена Соловей — Татьяна
- Семён Морозов — помощник машиниста
- Валентина Телегина — нянечка в роддоме
- Олеся Иванова — путевая обходчица (нет в титрах)

Мясо по-аргентински:
- Лев Дуров — Георгий Дмитриевич, повар (озвучивает другой актёр)
- Владимир Басов — Николай Борисович Стрешников, саксофонист
- Валентина Титова — жена Георгия Дмитриевича

Свадебный марш:
- Елена Драпеко — Катя Зайцева, работница молокозавода, ударник коммунистического труда
- Борис Щербаков — Вовка Монастырёв, шофёр
- Анатолий Рудаков — Серёга, приятель Вовки
- Светлана Вадас — Вера, невеста Серёги
- Станислав Соколов — продавец

Всего за 30 копеек:
- Андрей Миронов — Маркел Владимирович Кочетков, стоматолог
- Екатерина Васильева — Люба, его жена
- Павел Панков — Александр Евгеньевич, главврач

### В эпизодах
- Александр Анисимов — таксист
- Раиса Байбузенко — диктор телевидения
- Сергей Боярский — продавец лотерейных билетов
- Владимир Земляникин — корреспондент «Спортивной газеты»
- Наталья Крачковская — победительница в лотерее
- Светлана Карпинская — медсестра
- Кира Крейлис-Петрова — контролёрша в универсаме
- Игорь Окрепилов — коллега Маркела
- Инна Слободская — стоматолог
- Лидия Штыкан — работница универсама
- Кирилл Гунн — пациент с тросточкой (нет в титрах)
- Эра Зиганшина — продавщица (нет в титрах)

## Съёмочная группа
- Автор сценария: Эмиль Брагинский
- Режиссёр: Наум Бирман
- Оператор: Александр Чиров
- Художник: Всеволод Улитко